# Colera, Alt Empordà
Colera là một đô thị trong ‘‘comarca’’ Alt Empordà, Girona, Catalonia, Tây Ban Nha.

## Biến động dân số
| 1950 | 1960 | 1970 | 1981 | 1990 | 2000 | 2006 |
| ---- | ---- | ---- | ---- | ---- | ---- | ---- |
| 378  | 391  | 506  | 490  | 429  | 592  | 601  |